# Hanbun no tsuki ga noboru sora (film)
Hanbun no tsuki ga noboru sora (半分の月がのぼる空) è un film del 2010 diretto da Yoshihiro Fukagawa.
La pellicola vede la partecipazione del giovane Sōsuke Ikematsu nel ruolo del protagonista maschile.
La storia è tratta dall'omonima serie di light novel, da cui in precedenza era stata tratta anche una versione in formato dorama.

## Trama
Due ragazzi diciassettenni, Yuichi e Rika, si ritrovano nello stesso momento ricoverati in ospedale, l'uno per ragioni differenti dall'altra: il ragazzo difatti soffre di una forma pericolosa di epatite A, mentre la giovinetta ha problemi di cuore, una debolezza nelle valvole cardiache.
Cominciando a frequentarsi sempre più, l'amicizia tra i due pazienti presto sboccia in un sentimento più forte.